# Toechorychus stramineus
Toechorychus stramineus là một loài tò vò trong họ Ichneumonidae.